# Trĩ lam
Trĩ lam (tên khoa học Crossoptilon auritum) là một loài chim trong họ Phasianidae.